# Karangkemiri (Karanganyar)
Karangkemiri is een bestuurslaag in het regentschap Kebumen van de provincie Midden-Java, Indonesië. Karangkemiri telt 1727 inwoners (volkstelling 2010).